# سلالة كيرا الحاكمة
السلالة الكيراوية هي سلالة حكام سلطنة دارفور من القرن السابع عشر إلى عام 1916م . آخر سلاطين هذه السلالة هو علي دينار.

## قائمة حكام السلالة الكيراوية
- دالي
- Kuuru
- Tunsam
- سليمان c.1660-c.1680
- موسى
- أحمد بكر حكم في القرن الثامن عشر - c. 1730
- محمد دورا
- عمر ليل حكم إلى c.1752/3 (c.AH 1166)
- ابوالقاسم
- محمد تايب حكم إلى 1785/6 (AH 1200)
- عبد الرحمن 1785/6 (AH 1200)-c. 1801
- محمد الفضل c.1801-1838
- محمد الحسين 1838-1873
- إبراهيم قرض 1873-1874
- علي دينار 1898-1916